# Rhodobates bifurcatus
Rhodobates bifurcatus är en fjärilsart som beskrevs av Li och Xiao 2006. Rhodobates bifurcatus ingår i släktet Rhodobates och familjen äkta malar. Inga underarter finns listade.